# アメリカ合衆国連邦最高裁判所陪席判事
アメリカ合衆国連邦最高裁判所陪席判事（アメリカがっしゅうこくれんぽうさいこうさいばんしょばいせきはんじ、英: Associate Justice of the Supreme Court of the United States）は、アメリカ合衆国最高裁判所長官を除く合衆国最高裁判所判事の呼称。陪席判事の人数は1869年の裁判所法 (Judiciary Act of 1869) によって8人と定められている。

## 概説
アメリカ合衆国憲法第2条の第2節2項は大統領に指名の全権を与えており、上院の助言と同意（追認）を得て最高裁判所の判事を任命する。同憲法第3条第1節は、陪席判事やそれ以外の連邦裁判官に終身任期を与えており、判事本人が死亡、退官、辞任するか弾劾で解任された場合にのみ職務を終えることになる。
最高裁判事は各々が、これまで議論してきた事件を裁定する際の投票権を1票持っている。首席判事（通常は最高裁長官）の票が他の陪席判事の票より大きいという事はない。首席判事が多数派にいる場合は裁判所の見解を誰が書くかを首席が決定するが、そうではない場合は多数派になった中で（現職経歴を基準に）古株の判事が判決文を作成する。さらに、首席判事は判事達の中で事件の議論を主導する。首席判事には他の陪審判事にはない特定の管理責任があり、給与も少しだけ高い。
陪席判事には任命順に基づく年功序列があるが、最高裁長官は常に最上位とみなされる。同じ日に2人の陪席判事が任命された場合、年長者が上席（シニア）の判事に指名される。2020年現在のシニア陪席判事はクラレンス・トーマスである。伝統的に、判事達が最高裁判所での事件判決を審議する会議に出席する場合、判事達はこの年功序列で自分達の見解を述べる。またシニア陪席判事は、首席判事が職務を遂行出来ない時やその職位が空席の時に、首席の職務を遂行する任務をも担う。歴史的に、陪席判事は裁判所の意見書やその他の文書で「ミスター・ジャスティス」(Mr. Justice) の肩書がされていたが、サンドラ・デイ・オコナーが女性初の陪席判事になって翌1980年に肩書が「ジャスティス」へと短縮された。

## 現在の陪席判事

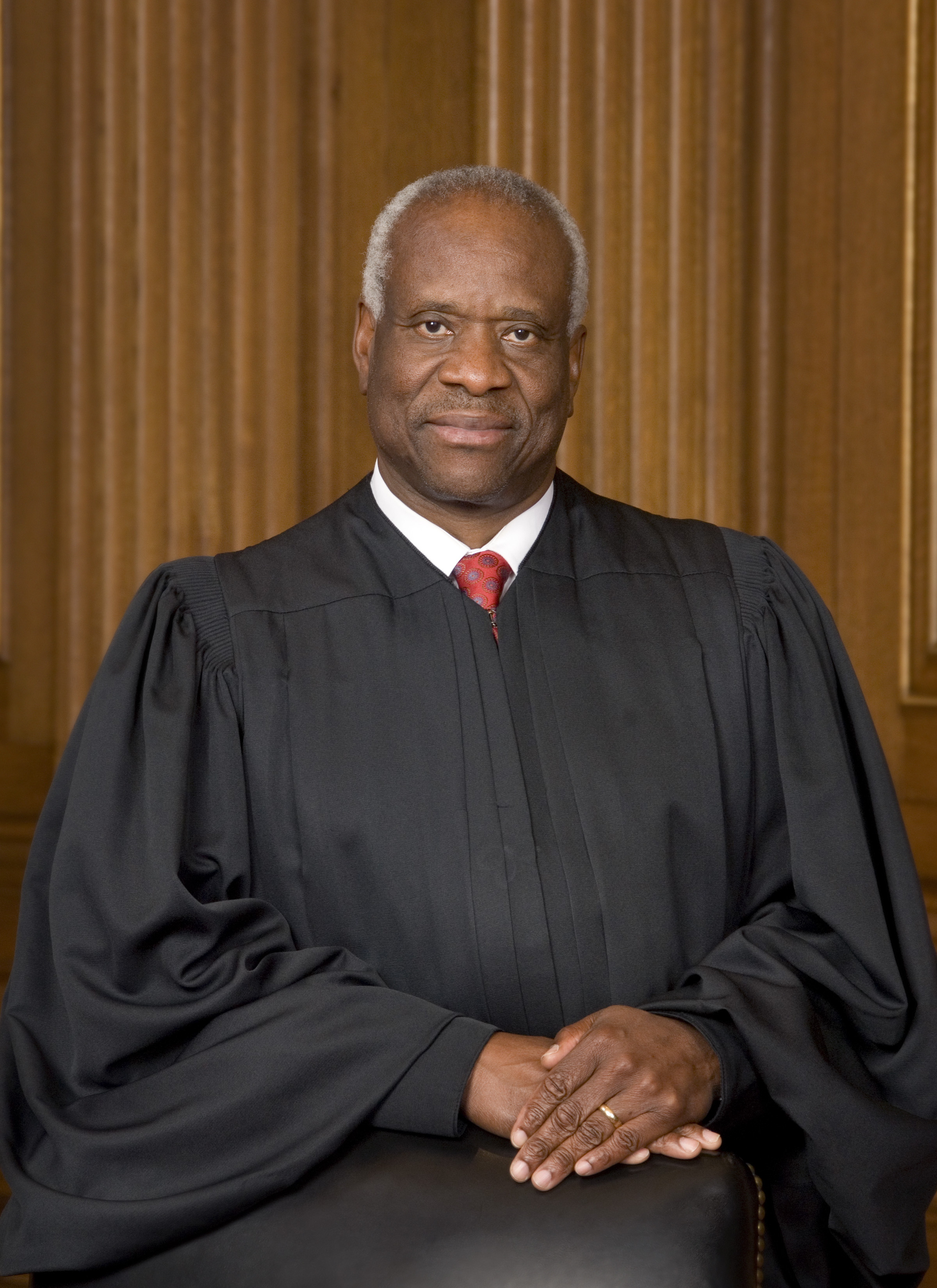
クラレンス・トーマス 1991年10月23日[6] -
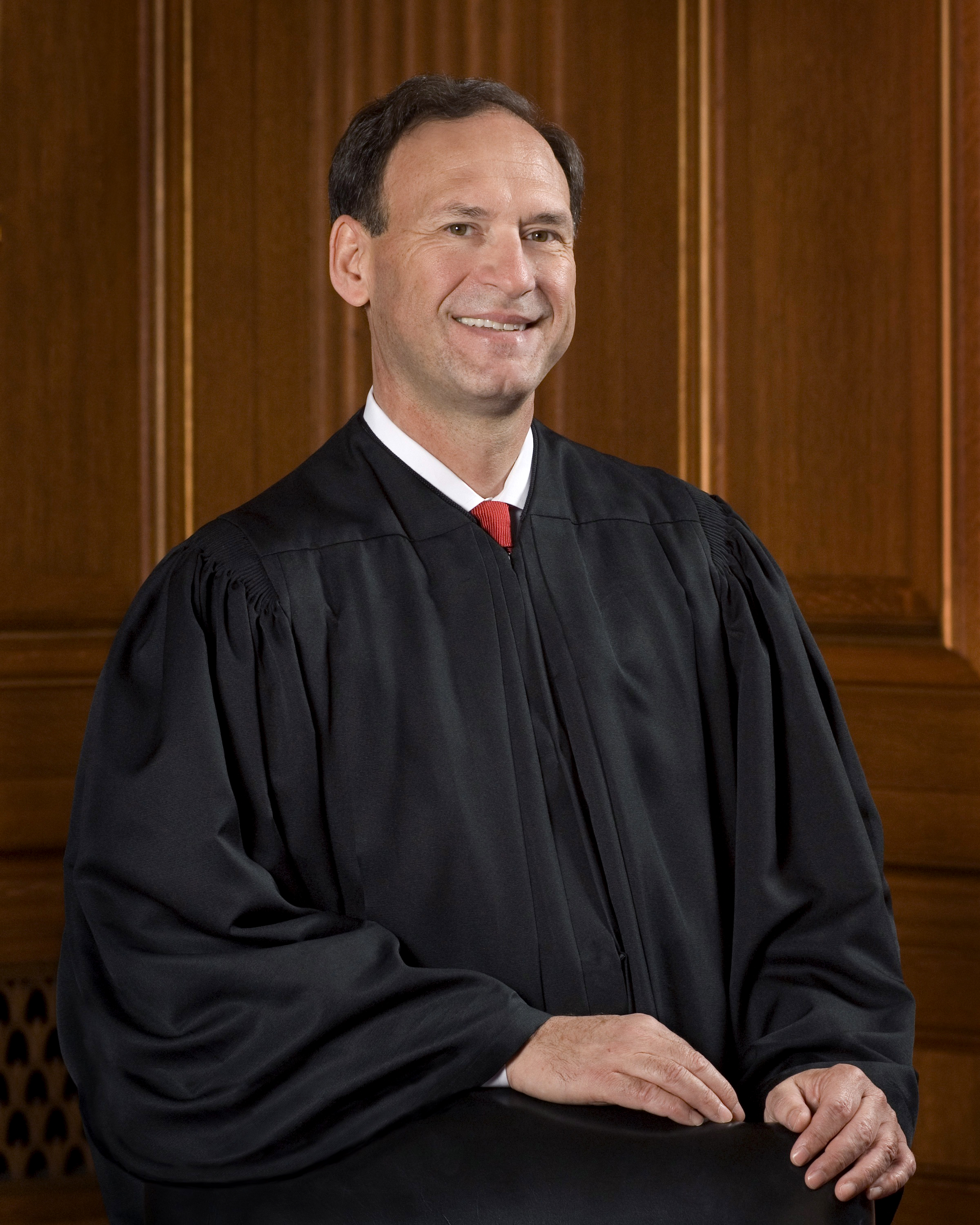
サミュエル・アリート 2006年1月31日[7] -
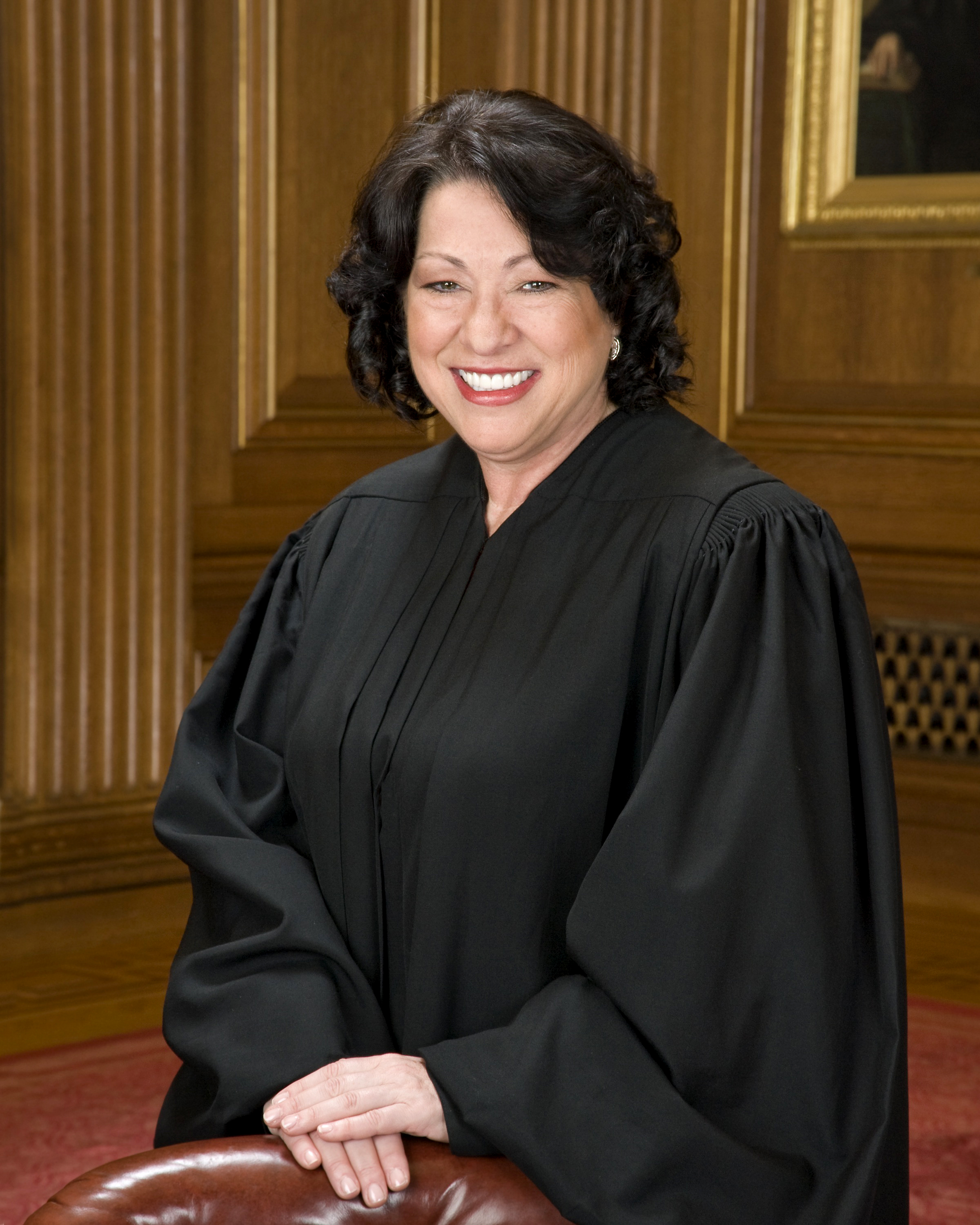
ソニア・ソトマイヨール 2009年8月8日[8] -

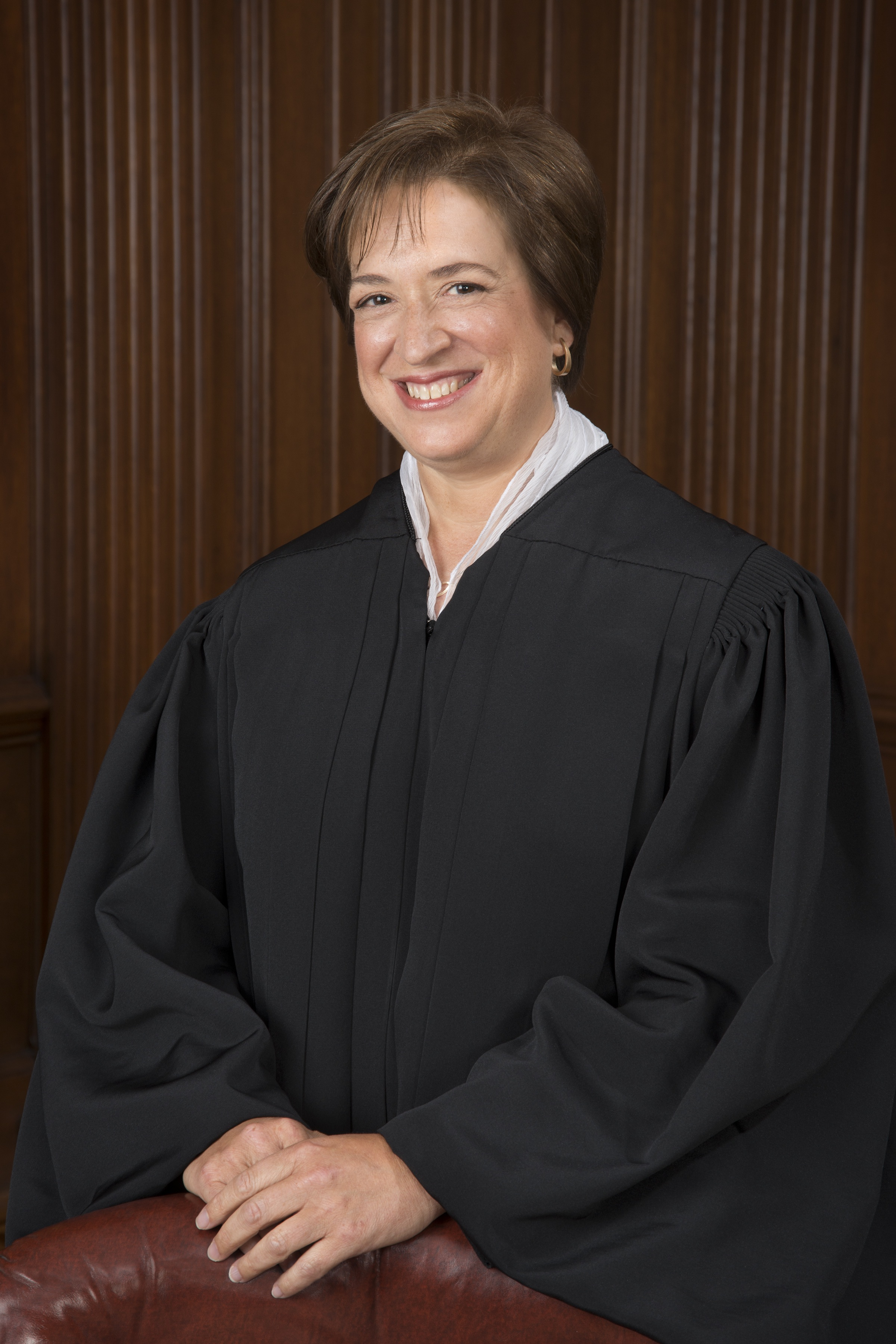
エレナ・ケイガン 2010年8月7日[9] -
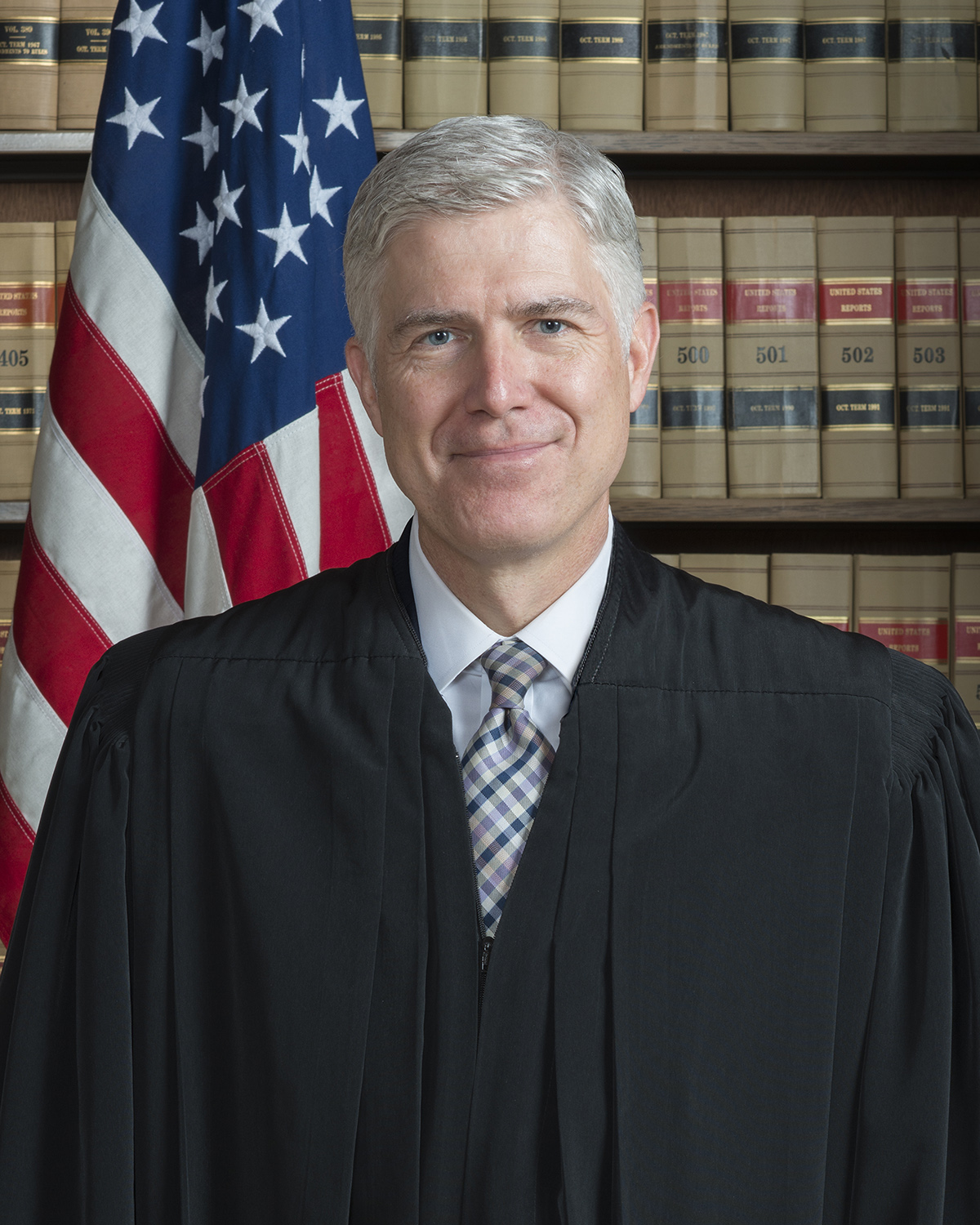
ニール・ゴーサッチ 2017年4月10日[10] -
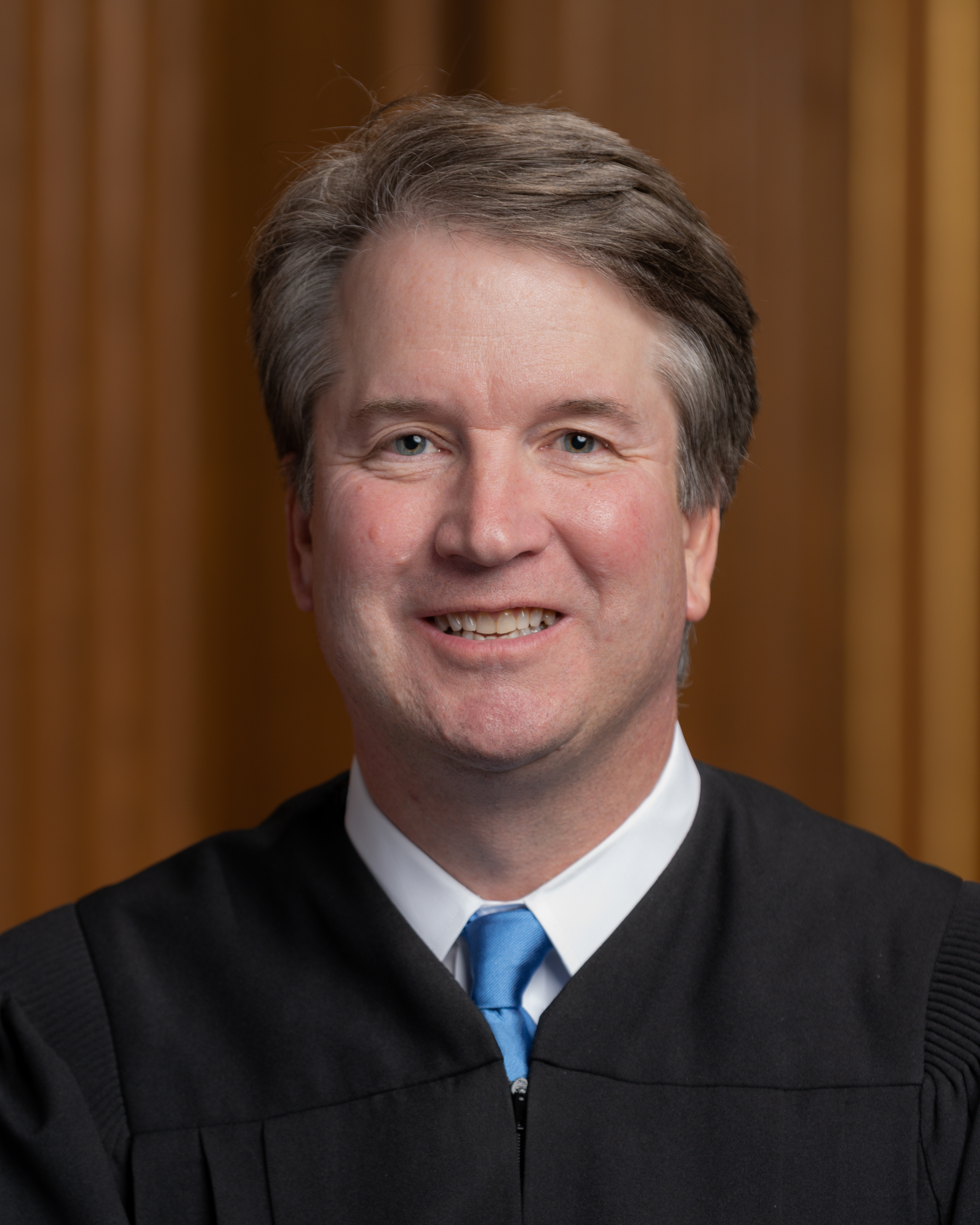
ブレット・カバノー 2018年10月6日[11] -
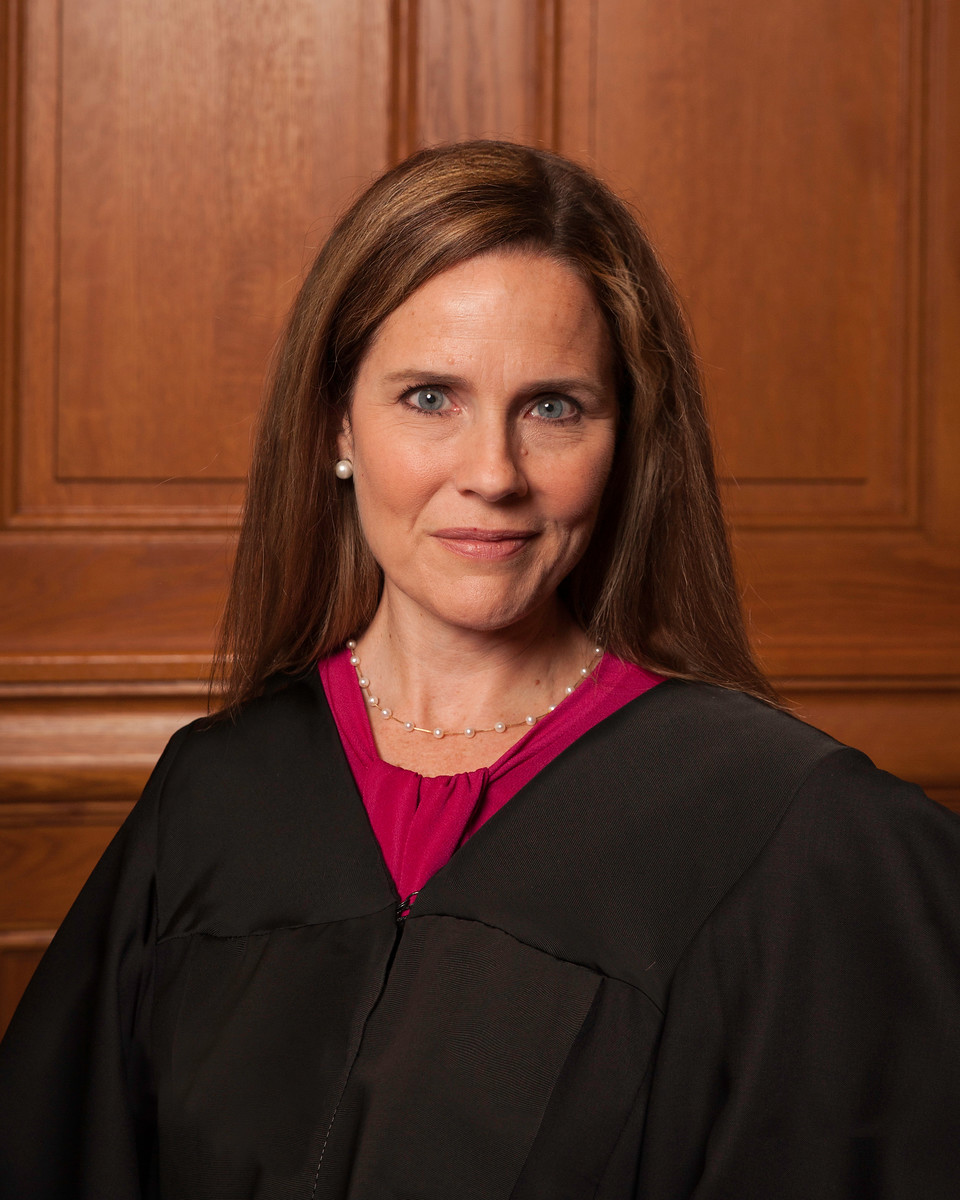
エイミー・バレット 2020年10月27日[12] -
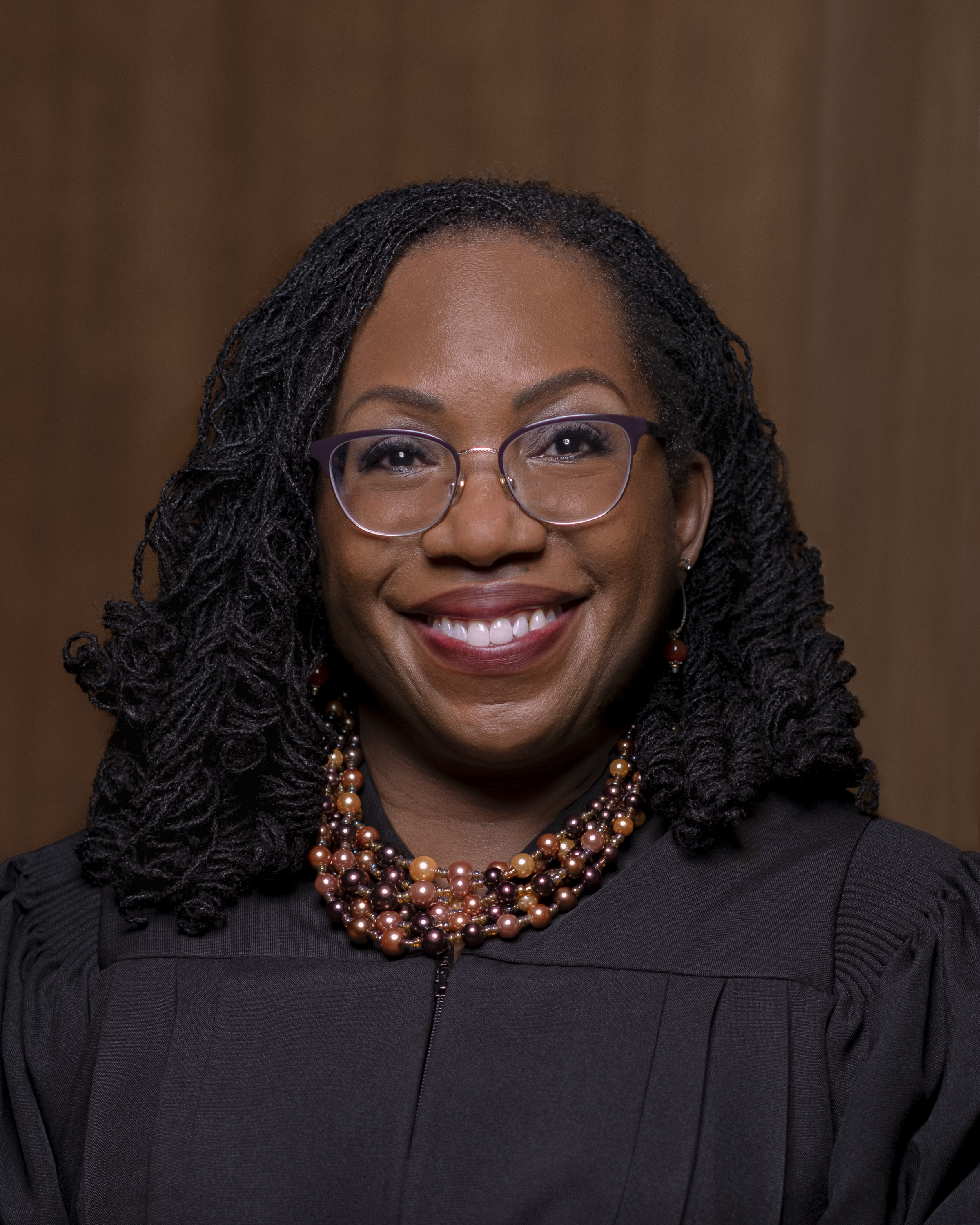
ブラウン・ジャクソン 2022年6月30日[13] -

## 退官した陪席判事
高齢でかつ連邦法合衆国法典第28編第371条 28 U.S.C. § 371に規定された役務要件を満たした後に最高裁判所を離れる陪席判事は、辞任 (resign) する代わりに退官 (retire) することが可能である。退官後も彼らは同判事という肩書を有しており、慣習で最高裁判所の建物内に職務室を残しておくことができ、法務書記を雇っても構わない。退官した陪席判事の名前は、最高裁判所の判例集に現職判事の名前と共に掲載され続ける。連邦法合衆国法典第28編第294条 28 U.S.C. § 294では、最高裁判所長官による指名および割り振りがされた場合、退官した最高裁判所判事が合衆国控訴裁判所や合衆国地方裁判所の陪審員を務めることもできる、と規定されている。ただし、退官した陪席判事が最高裁判所で行われる訴訟の検討や裁定に参加することは許可されておらず、彼らが「シニア判事」として指名されることもない。退官後にウィリアム・O・ダグラスが慣例よりも積極的な役割を果たそうとして自分の上位役職を理由にそうする権利があると主張した際、彼は首席判事のウォーレン・バーガーによって掣肘され、司法界全体から訓戒された。
退官陪席判事は2022年現在で4人おり、2006年1月31日に退官のサンドラ・デイ・オコナー、 2009年6月29日に退官のデイヴィッド・スーター、2018年7月31日に退官のアンソニー・ケネディ、2022年6月30日に退官のスティーブン・ブライヤーである。オコナーとスーターは様々な巡回区で控訴裁判所の陪審員をたまに務めているが、ケネディは司法職を務めていない。
1789年に連邦最高裁判所が設置されてから、これまでに115人が陪席判事を務めている。